# Illusio
Illusio (von lat.: ludus = das Spiel) bezeichnet nach dem französischen Soziologen Pierre Bourdieu den Glauben an den Sinn und an die Sinnhaftigkeit eines Spiels, Spiel verstanden als die Ausrichtung an den impliziten und expliziten Regeln eines sozialen Feldes wie Wissenschaft oder Religion.
Illusio ist nach Bourdieu der Mechanismus, nach dem gesellschaftliche Gruppen bzw. Klassen und Individuen sich über die eigentlichen Machtstrukturen der Gesellschaft täuschen und getäuscht werden. Damit tragen sie unbewusst zur Reproduktion der jeweils bestehenden Ordnung bei.
Bourdieu verfolgt mit seiner Theorie der Illusio einen materialistischen Ansatz. Die Grundlage sowie die grundsätzlich darin wirkenden Mechanismen einzelner sozialer Felder wie Religion, Wissenschaft, Kunst und Literatur bleiben den Menschen, die die jeweils dazugehörige Illusio teilen, verborgen. Die einzelnen Felder haben nach Bourdieu ihre je eigene Ökonomie, was den Menschen verschlossen bleibt, da sie nur das Feld der Wirtschaft mit ökonomischen Gesetzmäßigkeiten assoziieren. Im Gegensatz zu orthodox-marxistischen Ansätzen stellt die Basis für soziale Felder aber nicht eine Ökonomie als Ganzes im Sinne gesellschaftlicher Produktionsweisen dar, sondern jedes Feld verfügt über eine eigene Ökonomie. In dem Kampf um kulturelle, soziale und symbolische Kapitalsorten, den Zugang zu Positionen, Ressourcen und Definitionsmacht werden die Investitionsgewinne der Transaktionen in Reputation, Prestige und Position ausgezahlt.
Als Beispiel nennt er unter anderem das System von Bewertung und Position im französischen Bildungssystem. Dadurch wird das "Spiel" um Kapital, die Kapitalien im Sinne Bourdieus erst ermöglicht, da auf diesem Hintergrund die meisten Teilnehmer / Gesellschaftsmitglieder der Illusio gleicher Anfangsbedingungen verhaftet sind.